# 1410
Пізнє Середньовіччя •  Відродження •  Реконкіста •  Ганза •  Столітня війна •  Велика схизма

## Геополітична ситуація
В османській державі триває період безвладдя і боротьби за престол між синами султана Баязида I Блискавичного. Імператором Візантії є Мануїл II Палеолог (до 1425). Королями Німеччини обрано Сигізмунда Люксембурга та Йобста Моравського. У Франції править Карл VI Божевільний (до 1422).
Апеннінський півострів розділений: північ належить Священній Римській імперії, середню частину займає Папська область, південь належить Неаполітанському королівству. Деякі міста півночі: Венеція, Флоренція, Генуя тощо, мають статус міст-республік.
Майже весь Піренейський півострів займають християнські Кастилія і Леон, де править Хуан II (до 1454), Арагонське королівство, та Португалія, де королює Жуан I Великий (до 1433). Під владою маврів залишилися тільки землі на самому півдні.
Генріх IV є королем Англії (до 1413). У Кальмарській унії (Норвегії, Данії та Швеції) владу утримує Маргарита I Данська, офіційним королем є Ерік Померанський. В Угорщині править Сигізмунд I Люксембург (до 1437). Королем польсько-литовської держави є Владислав II Ягайло (до 1434). У Великому князівстві Литовському княжить Вітовт.
Частина руських земель перебуває під владою Золотої Орди. Галичина входить до складу Польщі. Волинь належить Великому князівству Литовському. Московське князівство очолює Василь I.
На заході євразійських степів править Золота Орда. У Єгипті панують мамлюки, а Мариніди — у Магрибі. У Китаї править династії Мін. Значними державами Індостану є Делійський султанат, Бахмані, Віджаянагара. В Японії триває період Муроматі.
Цивілізація мая переживає посткласичний період. У долині Мехіко склалася цивілізація ацтеків. Почала зароджуватися цивілізація інків.

## Події
- Митрополит Київський Фотій покинув Київ і подався в Москву.
- 10 березня датується перша писемна згадка про містечко Борки — тепер Великі Бірки [1]
- 15 липня відбулася Грюнвальдська битва, вирішальна битва Великої війни між Польським королівством і Великим князівством Литовським з одного боку та Тевтонським орденом з іншого. Литовсько-польсько-українське військо здобуло перемогу.
- Празький архієпископ відлучив Яна Гуса від церкви.
- Встановлено Празькі куранти.
- У Німеччині обрано двох альтернативних римських королів: Сигізмунда Люксембурга, короля Угорщини, та Йобста Моравського.
- Людовик II Анжуйський, граф Провансу й титулярний король Неаполя, увійшов у Рим.
- Арагонське королівство повністю підкорило Сардинію.
- Помер арагонський та сицилійський король Мартін I Гуманний. Нового короля Арагон отримає тільки 1412 року.
- Регент Кастилії Фердинанд Справедливий відбив у маврів Антекеру.
- У Франції продовжується війна між араньяками та бургіньйонами.
- Папою римським проголошено Івана XXIII. Він змінив Олександра V як третій претендент на папську тіару поряд з Григорієм XII та Бенедиктом XIII.
- Війська китайського імператора Юнле здійснили успішний похід проти монголів.